# Discografia di Daniel Dumile
Discografia di Daniel Dumile, conosciuto con numerosi alter ego, tra cui MF Doom.

## Album in studio
- -01-1999 - MF DOOM - Operation: Doomsday (Fondle 'Em)
- 2001 - Metal Fingers - Special Herbs, Vol. 1 (Female Fun)
- 2002 - Metal Fingers - Special Herbs, Vol. 2 (High Times)
- 2002 - Metal Fingers - Special Herbs, Vol. 3 (Female Fun)
- 17-06-2003 - King Geedorah - Take Me to Your Leader (Big Dada)
- 16-09-2003 - Victor Vaughn - Vaudeville Villain (Sound-Ink)
- 2003 - Metal Fingers - Special Herbs, Vol. 4 (Nature Sounds)
- 2003 - Metal Fingers - Special Herbs, Vols. 4, 5 & 6 (Shaman Work)
- 2004 - Metal Fingers - Special Blends, Vols. 1 & 2 (Metalface Records)
- 2004 - Metal Fingers - Special Herbs, Vols. 5 & 6 (Nature Sounds)
- 2004 - Metal Fingers - Special Herbs, Vols. 7 & 8 (Shaman Work)
- 03-08-2004 - Victor Vaughn - Venomous Villain (Insomniac, Inc.)
- 16-10-2004 - MF DOOM - MM..Food (Rhymesayers)
- 2005 - Metal Fingers - Special Herbs, Vols. 9 & 0 (Shaman Work)
- 05-03-2005 - MF DOOM - Live from Planet X (Nature Sounds)
- 24-01-2006 - Metal Fingers - Special Herbs: The Box Set Vol. 0-9 (Nature Sounds)
- TBD - MF DOOM - Born Into This (Lex Records
- Key To The Cuffs - JJ DOOM

## Mixtape
21-10-2008 - MF DOOM - Ugly Mac Beer Invasion: The Unofficial MF Doom Mixtape (Diess)

## Singoli
- 1997 - Dead Bent / Gas Drawls / Hey! (Fondle 'Em)
- 1997 - Greenbacks / Go With the Flow(Fondle 'Em)
- 1998 - The M.I.C. / Red & Gold(Fondle 'Em)
- 2001 - I Hear Voices (Sub Verse)
- 2002 - My Favorite Ladies / All Outta Ale (Nature Sounds)
- 2003 - Rae Dawn / Change the Beat (Sound-Ink)
- 2003 - Anti-Matter (Big Dada)
- 2003 - Saliva (Sound-Ink)
- 2004 - Mr. Clean / Modern Day Mugging (Sound-Ink)
- 2003 - Yee Haw (Molemen)
- 2004 - Hoe Cakes / Potholders (Rhymesayers)
- 2006 - Vomit (Super Bro)

## Video musicali
- 1991 - Who Me? (video dei KMD)
- 1991 - Peachfuzz (video dei KMD)
- 1999 - I Hear Voices
- 1999 - Dead Bent
- 2000 - ?
- 2001 - My Favorite Ladies
- 2003 - Mr. Clean (pubblicato come Viktor Vaughn)
- 2004 - Accordion (video dei Madvillain)
- 2004 - Rhinestone Cowboy (video dei Madvillain)
- 2004 - ALL CAPS (video dei Madvillain)
- 2005 - A.T.H.F. (Aqua Teen Hunger Force) (video dei Dangerdoom)
- 2006 - Monkey Suite (video dei Madvillain)

## Collaborazioni su album di altri artisti
1989
- 1989: '"The Gas Face" (3rd Bass album The Cactus Album)

2001
- 2001: '"Blacklist" (Prefuse 73 album Vocal Studies + Uprock Narratives)
- 2001: '"Put Your Quarter Up" (Molemen album Ritual of the Molemen)

2002
- 2002: "It Ain't Nuttin'" (The Herbaliser album Something Wicked this Way Comes)
- 2002: "Quite Buttery" (Count Bass D album Dwight Spitz)
- 2002: "Voices Pt. 1" (MF Grimm album The Downfall of Ibliys: A Ghetto Opera)
- 2002: "YIKES!!!" (Scienz of Life album Project Overground: The Scienz Experiment)
- 2002: "Strange Universe" (Non Phixion album The Future Is Now)

2003
- 2003: "Songs in the Key of Tryfe" (Semi.Official album The Anti-Album)
- 2003: "The Line Up" (C-Rayz Walz album Ravipops)
- 2003: ""Chubb Rock Please Pay Paul His $2200 You Owe Him (People, Places, and Things)" (Prince Paul album Politics of the Business)

2004
- 2004: "Da Supafriendz" (Vast Aire album Look Mom... No Hands)
- 2004: "This Is Dedicated To" (Wale Oyejide album One Day...Everything Changed)
- 2004: "Hold On To..." (Wale Oyejide album Broken Jazz 101)
- 2004: "Rock Co.Kane Flow" (De La Soul album The Grind Date)
- 2004: "Social Distortion" (Prince Po album The Slickness)

2005
- 2005: "Fly That Knot" (Talib Kweli album Right About Now: The Official Sucka Free Mix CD)
- 2005: "November Has Come" (Gorillaz) album Demon Days
- 2005: "Impending Doom" (Daedelus album Exquisite Corpse)
- 2005: "Biochemical Equation" (Wu-Tang Clan compilation Wu-Tang Meets the Indie Culture)
- 2005: "More Soup" (Moka Only album The Desired Effect)
- 2005: "Ghostwhirl" (Jonathan Toth from Hoth vinyl 12" Ghostwhirl)
- 2005: "Yee Haw Remix" (Molemen album Lost Sessions)
- 2005: "Closer" (Quasimoto album The Further Adventures of Lord Quas)

2006
- 2006: "Profitless Thoughts" (Substance Abuse album Overproof)
- 2006: "Quite buttery" (Count Bass D album Dwight Spitz)
- 2006: "Air" (Dabrye album Two/Three)
- 2006: "Monkey Suite" (Various Artists compilation Chrome Children)
- 2006: "My Favourite Ladies pt. 2" (dDamage album Shimmy Shimmy Blade)

2007
- 2007: "Project Jazz" (Hell Razah album Renaissance Child)
- 2007: "Let's Go" (Shape Of Broad Minds album Craft of the Lost Art)
- 2007: "Vomit Chorus" (C-Rayz Walz & Parallel Thought album Chorus Rhyme)

2008
- 2008: "Distant Star" (The Heliocentrics vinyl 12" Distant Star)
- 2008: "Gunfight" (The Mighty Underdogs album The Prelude EP)
- 2008: "Trap Door" & "Get 'Er Done" (Jake One album White Van Music)
- 2008: "The Unexpected w/Sean Price" (Babú album Duck Season Vol. 3)

## Collaborazioni
Danger Mouse
Dangerdoom è un progetto che vede insieme MF Doom e il produttore e dj Danger Mouse. Insieme i due hanno realizzato:
- 2005 - The Mouse and the Mask
- 2006 - Occult Hymn

Nel 2022, Danger Mouse e il rapper Black Thought pubblicano il loro album collaborativo, Cheat Codes, dove MF DOOM partecipa come ospite postumo nella sesta traccia dell'album, ovvero Belize.
- 2022 - Cheat Codes

Ghostface Killah
Ghostface Killah è un MC newyorchese, facente parte del collettivo Wu-Tang Clan.
Insieme a MF Doom dovrebbe realizzare un disco il cui titolo, ancora da confermare, è Swift & Changeable
KMD

I KMD sono stati il primo gruppo in cui ha militato Daniel Dumile. Con loro ha pubblicato:
- 1991 - Mr. Hood (Elektra Records)
- 1998 - Black Bastards Ruffs + Rares (Fondle 'Em)
- 2001 - Black Bastards (Sub Verse - Elektra)
- 18-10-2003 - Best of KMD (Nature Sounds)

Madlib
Madvillain è un progetto che vede insieme MF Doom, nei panni di Victor Vaughn e Madlib. Insieme i due hanno realizzato:
- 2004 - Madvillainy
- 2008 - Madvillainy 2

MF Grimm

Monsta Island Czars